# Франсоа Шаслу-Лоба
Франсоа Шаслу-Лоба (фр. François de Chasseloup Laubat; 1754-1833) био је француски генерал и фортификатор.
Руководио је изградњом утврђења на Рајни и у Италији, а истакао се при опсади Данцига 1806-1807. У рату 1812. године утврђивао је Каунас и Вилнус и изводио фортификацијске радове ради заштите повлачења Наполеонових трупа.